# Clubiònids
Els clubiònids (Clubionidae) són una família d'aranyes araneomorfes. Fou descrita per primera vegada per Vladimir Wagner l'any 1887.

## Característiques i taxonomia
Els cubliònids tenen una llarga i confusa història taxonòmica. Durant molt temps va ser un tàxon format per un gran grup d'aranyes amb algunes característiques comunes però amb poca base filogenètica. Anifènids, tengèl·lids, zorocràtids, mitúrgids, corínnids i liocrànids s'havien agrupat pel fet que:
- tenien una disposició dels ulls en dues files
- que les fileres anteriors eren còniques
- són predadors errants
- tenen vuit ulls
- construeixen uns sacs de seda entre les fulles o sota les escorces i les pedres.

Aquest darrer fet, l'elaboració d'una mena de sac de seda ha servit per denominar-les popularment com "aranyes de sac" (en anglès, sac spiders).
La seva distribució és molt extensa, trobant-se pràcticament per tot el món excepte en una gran part d'Àfrica i Sud-amèrica.

## Sistemàtica
Els gèneres llistats per Roewer dins les subfamílies Anyphaeninae, Corinninae, Liocraninae i Micariinae, han estat assignats a Anyphaenidae, Corinnidae, Gnaphosidae, Liocranidae i Miturgidae.
Segons el World Spider Catalog amb data de 23 de gener de 2019, aquesta família té reconeguts 16 gèneres i 634 espècies de les quals 500 pertanyen al gènere Clubiona. Els canvis en els darrers anys són rellevants, ja que el 2 de novembre de 2006 i hi havia citats 15 gèneres i 538 espècies. Tres gèneres són nous (dos de Nova Guinea –Arabellata, Invexillata– i un Porrhoclubiona amb una àmplia distribució per Europa, Àsia i nord d'Àfrica) i 2 gèneres que s'han transferit a altres famílies: Alloclubionoides als Agelenidae, i Dorymetaecus als Phrurolithidae.
Hi ha força gèneres fòssils, i d'altres gèneres actuals amb algunes espècies fòssils.

### Gèneres actuals
- Arabellata Baert, Versteirt & Jocqué, 2010 (Nova Guinea)
- Carteroniella Strand, 1907 (Sud-àfrica)
- Carteronius Simon, 1897 (Madagascar, Illa Maurici, Sierra Leone)
- Clubiona Latreille, 1804 (Amèrica, Àfrica, Europa, Àsia, Austràlia, Oceania)
- Clubionina Berland, 1947 (Illa St. Paul)
- Elaver O. P-Cambridge, 1898 (Amèrica, Filipines)
- Invexillata Versteirt, Baert & Jocqué, 2010 (Nova Guinea)
- Malamatidia Deeleman-Reinhold, 2001 (Malàisia, Indonèsia)
- Matidia Thorell, 1878 (Sud d'Àsia, Oceania)
- Nusatidia Deeleman-Reinhold, 2001 (Sud d'Àsia)
- Porrhoclubiona Lohmander, 1944 (Àfrica, Europa, Àsia)
- Pristidia Deeleman-Reinhold, 2001 (Sud Àsia)
- Pteroneta Deeleman-Reinhold, 2001 (Sud Àsia, Austràlia)
- Scopalio Deeleman-Reinhold, 2001 (Borneo)
- Simalio Simon, 1897 (Índia, Sri Lanka, Filipines, Trinitat)
- Tixcocoba Gertsch, 1977 (Mèxic)

### Fòssils
Segons el World Spider Catalog versió 19.0 (2018), existeixen els següents gèneres i espècies fòssils:
- Abliguritor Petrunkevitch, 1942 † (fòssil)

- Abliguritor felix Petrunkevitch, 1958 †
- Abliguritor niger Petrunkevitch, 1942 †
- Abliguritor plumosus Petrunkevitch, 1942 †
- Clubiona arcana Scudder † (fòssil, oligocè)

- Concursator Petrunkevitch, 1958 † (fòssil)

- Concursator nudipes Petrunkevitch, 1958 †

- Cryptoplanus Petrunkevitch, 1958 † (fòssil)

- Cryptoplanus paradoxus Petrunkevitch, 1958 †

- Eobumbatrix Petrunkevitch, 1922 † (fòssil, oligocè)

- Eobumbatrix latebrosa (Scudder, 1890) †

- Eodeter Petrunkevitch, 1958 † (fòssil)

- Eodeter magnificus Petrunkevitch, 1958 †

- Eomazax Petrunkevitch, 1958 † (fòssil)

- Eomazax pulcher Petrunkevitch, 1958 †

- Eostentatrix Petrunkevitch, 1922 † (fòssil, oligocè)

- Eostentatrix eversa Petrunkevitch, 1922 †

- Eoversatrix Petrunkevitch, 1922 † (fòssil, oligocè)

- Eoversatrix eversa (Scudder, 1890) †

- Machilla Petrunkevitch, 1958 † (fòssil)

- Machilla setosa Petrunkevitch, 1958 †

### Superfamílies
Els clubiònids no havien estat assignades a cap superfamília (incertae sedis) com també succeeix amb sis famílies més entre les quals destaquen, pel nombre d'espècies, primer els propis clubiònids i el mitúrgids. Algunes famílies d'una categorització incerta van passar a formar part de superfamílies independents i d'altres, com els clubiònids, encara seguiren en situació dubtosa (incertae sedis).
Les aranyes, tradicionalment, havien estat classificades en famílies que van ser agrupades en superfamílies. Quan es van aplicar anàlisis més rigorosos, com la cladística, es va fer evident que la major part de les principals agrupacions utilitzades durant el segle XX no eren compatibles amb les noves dades. Actualment, els llistats d'aranyes, com ara el World Spider Catalog, ja ignoren la classificació de superfamílies.